# クルセーダー作戦
クルセーダー作戦（クルセーダーさくせん、英: Operation Crusader）は、第二次世界大戦中の1941年11月18日から12月30日に北アフリカで行われた枢軸国軍に対するイギリス連邦諸国軍を含むイギリス軍（以下「イギリス軍」と記す。）の反攻作戦のことである。
1940年9月、イタリア軍は自国の植民地リビアから、東のエジプトへ侵攻したが、イギリス軍の12月9日に発動したコンパス作戦により逆に攻め込まれ、リビアのキレナイカ地方から撤退した。これに危機感を抱いたドイツのヒトラーは1941年2月、エルヴィン・ロンメルを司令官としてドイツアフリカ軍団を北アフリカへ派遣した。そこで、ロンメルは直ちに反撃を開始し、イギリス軍をエジプトまで追い込んだものの、トブルクを陥落させることができず、そのまま包囲する形勢となった。
これに対し、イギリス軍は2度の反攻作戦を実施したが、いずれも失敗に終わった。双方は戦力の充実を図り、それぞれ攻勢作戦を準備したが、11月18日にイギリス軍が先手をとってこの攻撃作戦（クルセーダー作戦）を開始した。これに対し、ロンメルは敵軍の側面を攻撃し、一時イギリス軍は退却した。ロンメルは東の国境方面へ装甲部隊を侵攻させ一気にイギリス軍の兵站線を切断し殲滅を図った。しかしそこで敵の抵抗に遭い、さらに補給の状況も悪化していたためいったんトブルクの西方ガザラまで撤退した。けれどもここでもイギリス軍の攻撃に耐え切れず、損害を抑えるようにしながらエル・アゲイラまで退却した。これにより、トブルクは枢軸国軍の包囲から解放され、キレナイカ地方はイギリス軍が支配することとなった。

## 戦いの背景
西方電撃戦後、1940年6月22日独仏休戦協定が締結され、北アフリカのアルジェリア・チュニジア・モロッコもナチス・ドイツの傀儡であるペタン元帥のヴィシー政権の統治下となった。
1940年9月、イタリア軍はこれに乗じて自国の植民地リビアから、東のエジプトへ侵攻し、一旦はエジプト領シディ・バラーニまで攻め込んだものの兵站上の理由でそれ以東へは進めなかった。これに対し、イギリス軍は1940年12月9日に コンパス作戦を開始し、イタリア軍を撃退して、逆にリビアにまで攻め込んだ。重要な同盟国の領土を失わせる訳にはいかないと考えたヒトラーは1941年2月、ロンメルを司令官としてドイツアフリカ軍団を北アフリカ戦線に投入した。
北アフリカに着いたロンメルは1941年3月24日反攻を開始して、4月4日にベンガジを奪回、4月12日にはエジプト国境近くのバルディアを占領し、エジプトとトブルクの連絡を遮断した。さらに4月14日には包囲したトブルクへの攻撃を開始するまでになった。しかしながら、トブルク守備隊の抵抗とこれまでの戦闘による戦力の消耗のため、トブルクを攻略できなかった。これに対し、5月15日からのブレヴィティ作戦をはじめとしてイギリス軍も3回に渡り反撃作戦を行い、この3回目の反撃作戦がクルセーダー作戦であった。

## イギリス軍の状況
エジプトに侵攻してきたイタリア軍をエル・アゲイラの西まで追い詰め潰滅させたが、ロンメルの反攻によりエジプト国境まで攻め込まれ、これに対する2度の反撃作戦を失敗したため、イギリス首相ウィンストン・チャーチルは中東方面軍 (Middle East Command) 総司令官をアーチボルド・ウェーヴェル大将からクロード・オーキンレック大将に替えた。チャーチルはオーキンレックと連絡を交わすうちに彼が北アフリカの枢軸国軍に対し直ちに攻勢をとらなかったことまた、第50ノーサンブリア歩兵師団 (50th (Northumbrian) Infantry Division) をキプロスへ派遣したことから不満を抱くこととなった。オーキンレックの主張する、戦力を充実して後北アフリカの枢軸国軍に対する攻撃を開始する（開始日を1941年11月1日とする。）ことについて、チャーチルは7月に彼を本国に召還し、議論の結果これを承認するにいたった。
また、中東方面軍は増強を受け、軍の編制で従来からの第13軍団に加え第30軍団が創設され、この2個軍団を基幹としてこれらを統轄する第8軍が創設された。

### 第8軍戦闘序列
第8軍 (Eighth Army)
司令官　アラン・カニンガム中将 （Alan Cunningham （11月26日付けで解任され、後任にニール・リッチー少将 (Neil Ritchie) が任命された。））
- 第13軍団 (XIII Corps) ゴッドウィン＝オースティン中将 (Alfred Reade Godwin-Austen[14])
  - ニュージランド第2師団 (2nd New Zealand Division)
  - インド第4歩兵師団 (4th Indian Infantry Division)
  - 第1陸軍戦車旅団 (1st Army Tank Brigade)[* 6]
- 第30軍団 (XXX Corps) ウィロビー・ノリー中将 (Willoughby Norrie)
  - 第7機甲師団 (7th Armoured Division)
    - 第4機甲旅団 （M3軽戦車を装備[22][23]）
    - 第7機甲旅団
    - 第22機甲旅団（バレンタイン歩兵戦車を装備[22]）
    - 第7支援群 (7th Support Group)

  - 南アフリカ第1師団 (1st South African Division)
  - 第22近衛旅団 (22nd Guards Brigade)
- トブルク守備隊[* 7]
  - 第70歩兵師団 (70th Infantry Division)[24]
    - 第14歩兵旅団
    - 第16歩兵旅団
    - 第23歩兵旅団

  - ポーランド独立カルパチアライフル旅団 (Polish Independent Carpathian Rifle Brigade)
  - 第32陸軍戦車旅団[* 8]
- 軍直轄予備
  - 南アフリカ第2師団 (2nd South African Division)

## 枢軸国軍の状況
北アフリカ戦線での活躍がヒトラーに評価され、1941年7月1日付けでロンメルは装甲兵大将となった。
独断の多かったロンメルの指揮に対し、その戦闘結果からようやく信頼関係が醸成されてきたイタリア北アフリカ派遣軍総司令官のイータロ・ガリボルディ大将が7月12日にエットーレ・バスティコ大将に交替させられた。新任のバスティコがロンメルの独断的な指揮に対し苦情を述べたため、立腹したロンメルは本国へ行き、7月31日にヒトラーに面会し状況を説明したものの、ヒトラーがイタリア側との対立を避けたかったため、はかばかしい返事は得られずムッソリーニと相談するよう指示された。
8月6日、ローマでロンメルはムッソリーニ、イタリア軍参謀総長ウーゴ・カヴァッレーロ元帥と会談し、当時の補給状況からトブルク包囲の維持は難しいため、トブルク西方で防御陣地を築く方がいいとするイタリア側に対し、補給物資の備蓄さえ充足すればトブルクの攻略は可能であると主張して、最終的にはイタリア側の了解を取り付けた。
8月15日付けでアフリカ装甲集団が創設され、ロンメルは正式にドイツ軍とイタリア軍を一体的に運用できるようになった。

### イタリア北アフリカ派遣軍戦闘序列
イタリア北アフリカ派遣軍
総司令官 エットーレ・バスティコ大将
- 派遣軍直轄
  - イタリア第20軍団
    - 第101トリエステ自動車化歩兵師団 (101 Motorised Division Trieste)
    - 第132アリエテ戦車師団 （(132 Armoured Division Ariete) M13/40中戦車が約150輌配備されていた[32]。）
- アフリカ装甲集団 エルヴィン・ロンメル大将
  - ドイツアフリカ軍団 ルートヴィッヒ・クリューヴェル中将
    - 第15装甲師団 (15th Panzer Division)
    - 第21装甲師団 （(21st Panzer Division) 第5軽師団が1941年8月1日付けで改編及び改称されたもの[30]。）
    - アフリカ特殊任務師団 (Special Purpose Division Afrika)[* 10]

  - イタリア第21軍団 エネア・ナヴァリーニ中将[31][13][35]
    - 第17パヴィア歩兵師団 (17 North African Infantry Division Pavia)
    - 第25ボローニャ歩兵師団 (25 North African Infantry Division Bologna)
    - 第27ブレシア歩兵師団 (27 North African Infantry Division Brescia)
    - 第55サヴォナ歩兵師団
    - 第102トレント歩兵師団 (102 Motorised Division Trento)

### イタリアから北アフリカへの補給の状況
1940年10月にシチリア島へ配備されたドイツ空軍第10航空軍団により、マルタ島を基地としていたイギリス海、空軍はその行動を阻害され、枢軸国軍のイタリアから北アフリカへの補給が順調に行なわれるようになった。けれども、対ソ連戦争を重視したヒトラーにより、第10航空軍団が東部戦線へ投入されてからは、マルタ島を基地としたイギリス海、空軍は、1941年末まで枢軸国軍の兵員及び物資輸送に対する脅威となっていた。
この被害の状況は、1941年の7-8月で 27,000 t の物資を喪失し、これは1940年6月から1年間に喪失した分に匹敵したものだった。また、それ以降も被害は増大し
- 9月には、補充兵員13,000名のうち 6,000名、物資 27,000 t を喪失した。
- 10月には、補充兵員 600名、物資 19,000 t を喪失した。
- 11月には、物資 50,000 t を喪失した。
  - 潜水艦による商船の被害は10-12月でドイツ、イタリアを合わせて 25隻 79,218 t が撃沈された[41]。

このような状況下で、枢軸国軍の輸送船舶の利用については、その積荷についてドイツ軍とイタリア軍が折半することとなっていた。このため、ドイツ軍が増強されるにつれ、補給の不公平が顕在化することとなった。

## イギリス軍の作戦計画

1941年11月18日から12月31日までのクルセーダー作戦の地域図

このクルセーダー作戦は、イギリス軍が5ヶ月もじっくりと戦力を整えて、一気にトブルク包囲解除を目指した作戦だった。
イギリス軍の作戦計画の概要は、ウェーベルの行なった2度の作戦の失敗（ブレヴィティ作戦及びバトルアクス作戦）の経験を踏まえた大胆なものであった。
歩兵主体の第13軍団は戦車部隊が随伴し、リビア・エジプト国境地帯のハルファヤ峠、海岸地域の枢軸国軍部隊を攻撃し、さらに別方向から侵攻する第30軍団とトブルクで合流する。別に第30軍団はいったん南下して、枢軸国軍の陣地が少ない砂漠から北西方向へ侵攻し、トブルクを包囲する枢軸国軍部隊を攻撃する。また、トブルク守備隊はこれらの攻撃に呼応し、包囲の内側から南東のエル・ドゥダ (Ed Dedu) へ攻撃を行ない、海岸部のガンブート (Gambut) を進んでくるニュージーランド第2師団と合流するというものだった。
全体として第13軍団及び第30軍団によりエジプト・リビア国境付近からトブルクまでの枢軸国軍を包囲し、トブルク守備隊も包囲の内側から呼応して攻撃を行い殲滅する計画だった。
また、この作戦開始直前の1941年11月16日夜から17日にロンメルの殺害をねらったフリッパー作戦 (Operation Flipper) が行なわれたものの、失敗していた。

## 枢軸国軍の作戦計画
ほぼ同時期にロンメルもトブルクに対する攻勢作戦を計画していて、国境地帯に配備していた部隊は現状のままとし、トブルク外郭防衛線の南東部に対して空軍の爆撃と砲兵部隊による支援砲撃を加えながら装甲部隊を集中的に用いて攻略する計画だった。
これに先立ち、ゾンマーナハトシュトラウム作戦（Sommernachtstraum : 真夏の夜の夢）が9月14日に実行された。この作戦の目的は補給物資獲得であったが、連合国軍空軍の攻撃により目的を果たせず、中止となった。ここでイギリス軍の文書を入手したが、作戦実施について具体的な記述がなかったことから作戦実行が遠いものと判断し、ロンメルはトブルクへの攻撃開始を11月23日とした。

## 戦闘経過

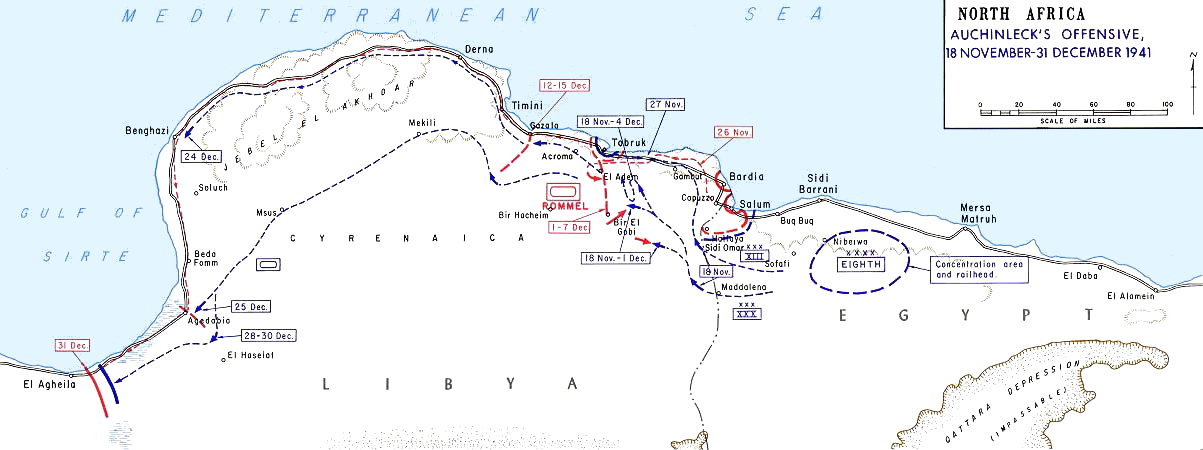
クルセーダー作戦の移動及び戦場位置図

1941年11-12月のトブルクからリビア・エジプト国境周辺図

### 第8軍の侵攻
第8軍の侵攻開始時点で枢軸国軍は、トブルク周辺にイタリア軍の第17パヴィア、第25ボローニャ、第27ブレシア、第102トレントの各歩兵師団及び第101トリエステ自動車化歩兵師団を配備し、国境付近の拠点（バルディア (Bardia)、ソルーム (Sollum)、ハルファヤ (Halfaya) 峠など）及びトブルク周辺の拠点にイタリア軍とドイツアフリカ特殊任務師団を配備していた。また、機甲部隊のドイツ第15及び第21装甲師団を、トブルクとバルディアの中間付近に配備し、イタリア第132アリエテ戦車師団を予備としてトブルク南方のビル・エル・グビ(Bir el Gubi)に配備していた。
11月17日、リビア・エジプト国境付近の豪雨の中をイギリス第30軍団の各師団はマッダレーナ (Maddalena) 砦から国境を越え西へ移動を開始し、18日朝には第7機甲師団の先頭部隊はトブルク包囲陣外郭まで40kmの地点に到達した。第4機甲旅団は東側にとどまり、第22機甲旅団は中央のビル・エル・グビに、第7機甲旅団はトブルクの南東シディ・レゼグ (Sidi Rezegh) へ侵攻した。また、これら機甲旅団の南に南アフリカ第1師団が進んだ。けれども、この配置は3個の機甲旅団を分散させることとなって、後に枢軸国軍に各撃破されることとなった。また、イギリス第13軍団は東からソルーム (Sollum) 方面へ侵攻した。
11月18日、イギリス軍は午前中、国境付近のシディ・オマール (Sidi Omar) からトブルクの南の内陸エル・クアスク (El Cuasc) までの約 60km の線で前進を続けていた。18日午後になってローマから戻ったロンメルへ、前線の警戒部隊からイギリス第8軍の攻撃開始の報告が入った。これに対し、ロンメルは直ちにトブルク攻撃を延期し反撃の準備を始めた。
19日にはイギリス第13軍団のインド第4歩兵師団はソルームを東側から鉄条網と地雷により封鎖し、南のシディ・オマールに向かっていた。またこのころ、ニュージーランド第2師団は国境沿いの枢軸国軍拠点を包囲しながら枢軸国軍防衛線を西側からソルームへ向かっていた。イギリス第7機甲旅団は、トブルク攻略のために配備されていたドイツアフリカ特殊任務師団の背後、トブルクの南東シディ・レゼグへ攻撃を開始し、いったんはここを占領した。第13軍団ではインド第7歩兵旅団（インド第4歩兵師団所属）がシディ・オマールへ攻撃を開始した。これに対し、ロンメルはイギリス軍全体の状況を把握できずにいたが、第2次トブルク攻撃を延期し、装甲師団による反撃の準備を始め、まず第21装甲師団の一部をガブル・サレー (Gabr Saleh) へ派遣した。翌20日午前ロンメルはイギリス第13軍団の攻撃を攻撃主力とみて、第15、第21の2個装甲師団をいったんは国境方面へ向かわせたが、午後にはイギリス軍の攻撃主力がトブルク南方の第30軍団の機甲部隊であるとして、イギリス第7機甲師団側面へ向けて2個装甲師団により攻撃を始めた。
また、トブルク南方の交通の要所ビル・エル・グビでは、イギリス第22機甲旅団と南アフリカ第1歩兵旅団（南アフリカ第1師団所属）の攻撃をイタリア第132アリエテ戦車師団がしのいでた。自軍の兵力が敵兵力より少ないものと見ていたロンメルは、背後から攻撃を行なえる有利な地点に進出し、トブルクを目指し北上してくる敵軍を各個撃破する方針とした。
20から21日かけての夜間にトブルク守備隊が攻撃に出たものの、一旦は撃退された。けれども、次の歩兵戦車50台が随伴したイギリス第70師団の攻撃は、イタリア第25ボローニャ歩兵師団の防衛線を突破し砲兵隊2個大隊を全滅させた効果のあるものだった。これに対しては、手持ちの部隊でなんとか対応しその穴をうめた。21日、ドイツ軍はシディ・オマール西方からイギリス第7機甲旅団の背後を衝き、イギリス軍を敗走させ、機動的防御態勢をとった。
22日には、ドイツ第21装甲師団がシディ・レゼグで苦戦中のドイツアフリカ特殊任務師団の救援に向かい、飛行場とその周辺でイギリス軍との激戦となりドイツ軍がこれを奪還した。また、夕方ドイツ第8戦車連隊（第15装甲師団所属）が第4機甲旅団を壊滅させた。イギリス第13軍団は国境付近で、ソルーム背後の敵陣とハルファヤ峠に対し攻撃をおこなったが、枢軸国軍はカプッツォ砦 (Fort Capuzzo) がニュージーランド第2師団に占領された他はなんとか持ちこたえた。

### 枢軸国軍の反撃
ここでロンメルのとった方針は、
だった。
この攻勢は、11月23日に開始されたのだが、このときにロンメルは司令部から遠く離れていて、クリューヴェルへの命令は6ページにも及ぶ長文の暗号で伝えられた。解読に時間を要するとみたクリューベルはおよその状況を把握していたので、暗号の解読を待たずに、早朝第15装甲師団へ向かった。この直後に、ドイツアフリカ軍団司令部のあったガムブート (Gambut) がニュージーランド第2師団の攻撃を受け、ドイツ第15装甲師団へ向かおうとしていた司令官のクリューヴェルはわずかな差でこれを逃れていた。
23日朝、枢軸国軍はトブルク南方地域で戦闘準備を整え、シディ・レゼグ地区にはドイツ第21装甲師団、ビル・エル・グビ地区にはイタリア第101アリエテ自動車化歩兵師団及び第132トリエステ戦車師団が集結した。クリューベルの意図は、ドイツ第15装甲師団を南西に移動させ、これにビル・エル・グビから移動させるアリエテ師団を合流させて、機甲部隊を集中してイギリス軍を背後から攻撃するというものであった。
南西方向に移動中だったドイツ第15装甲師団は、シディ・ムファ付近でイギリス軍の戦車部隊を発見し、これと交戦を開始した。ドイツ第21装甲師団はシディ・レゼグへ向かっていたイギリス第7機甲師団に接触し激戦となった。昼にはこれに呼応してトブルク守備隊が戦車60輌と歩兵部隊で包囲を脱出しようとしたが、包囲軍のイタリア第17パヴィア歩兵師団の対応により封鎖線を突破することができなかった。午後の早い時間帯にドイツ軍はイギリス軍の背後にまわり、これにアリエテ師団の戦車120輌も合流し、第5戦車連隊（ドイツ第5装甲師団）が右翼、第8戦車連隊（ドイツ第21装甲師団）が中央、イタリア軍が左翼という布陣で背後からイギリス軍に攻撃する態勢となった。けれども、南アフリカ第1師団砲兵部隊のすばやい展開による砲撃のため、枢軸国軍の攻撃は停滞したが、これに対抗して砲兵部隊を動員し、午後の遅くにようやくイギリス軍を包囲する形勢となった戦車部隊の再度の攻撃が始められた。シディ・レゼグ南方の砂漠地域は戦場となり、砂塵と硝煙により視界が悪化したので、イギリス軍の戦車と砲兵部隊の一部はこれにまぎれ南と東方向に包囲を脱することができた。
戦闘の詳細が判明してきたのは深夜を過ぎてからで、枢軸国軍はこの状況を検討し、トブルク包囲陣に対する危機的状況は去り、イギリス軍戦車兵力に多大な損害を与え、イギリス軍の士気をくじいたものと判定した。

### カニンガムの解任
23日、カニンガムはイギリス軍がトブルク前面で潰滅したことから撤退の承認を求め、これに対しオーキンレックは空軍のアーサー・テッダー (Arthur Tedder) 中将を同伴してカイロの司令部から第8軍司令部へ飛び、両者の間で激論が交わされた。ドイツ軍のエジプト侵攻に対しトブルクへの攻勢を中止し全軍をエジプトへ戻し防御すべきと提案したカニンガムに対し、オーキンレックはウェーヴェルの失敗に鑑み、攻勢を維持するよう厳命した。オーキンレックは25日にカイロの司令部に戻り、カニンガムを第8軍司令官から解任して、中東方面軍参謀次長のニール・リッチー少将を第8軍司令官に任命し、攻勢の続行を命じた。チャーチルはこの人事の報告を受け直ちに承認した。
イギリス軍の当初の作戦計画が頓挫してしまったため、リッチーは直ちにトブルク前面の第7機甲師団の崩壊を防ぎ、全部隊を再編成する必要があった。この時間稼ぎのために、後方撹乱と情報収集を目的としたジョック (John Charles Campbell) 戦列と呼ばれる小規模な戦闘パトロール隊を20隊以上編成し、枢軸国軍の背後（主にイタリア軍）に送り込み効果を上げた。

### 枢軸国軍のエジプト国境への攻撃
24日、クリューヴェルからの前日の戦果報告を受け、ロンメルは敵の背後に浸透して攻勢に転じ、イギリス第13軍団が同第30軍団の残った兵力と合流する前に殲滅し、さらにハバタ及びマッダレーナ砦の司令部及び兵站基地を破壊、兵站線を遮断し、それによって敵に攻勢を諦めさせる方針を取ることにした。ドイツ第15及び第21装甲師団を、ガブル・サレーを起点にしてエジプト領へ侵攻させ、イギリス第13軍団を包囲殲滅することとした。しかし、ロンメルの作戦主任参謀ジークフリート・ヴェストファール (de:Siegfried Westphal) 中佐はイギリス軍がビル・エル・ゴビ付近で態勢を立て直しているとの報告を受けていたためこれに反対したが、ロンメルは受け付けなかった。この攻撃態勢のため、トブルク南面の兵力はアフリカ砲兵隊指揮官ベトヒャー少将が指揮を執るわずかな非自動車化部隊となってしまった。 
ハルファヤ峠を包囲しているイギリス軍を東から遮断するため、第21装甲師団はロンメルの直接の指揮の下、エジプト国境のガスル・エル・アビド (Gasr el Abid) から侵攻した。また、第15装甲師団はシディ・オマール攻撃の命令を受けた。しかし、シディ・オマールのインド第4歩兵師団は直前に増強されていて、これに第15装甲師団は当たることとなってしまった。このため、同師団に付せられた第5戦車連隊は多大な損害を出すこととなった。ロンメルはさらに第21装甲師団に対し北方へ向かい、ソルームのニュージーランド第2師団への攻撃を命令した。
その後、第15装甲師団へ向かったロンメルの指揮車が故障し、そこへ道に迷い通りかかったクリューヴェルの指揮車に同乗したものの、アフリカ装甲集団司令部には容易にたどりつけなかった。

### イギリス軍の攻勢
ロンメルが前線指揮で不在の間、立ち直ったニュージーランド第2師団は第1陸軍戦車旅団の支援を受けシディ・レゼグへの攻撃を始め、同時にトブルク守備隊も枢軸国軍を攻撃した。このため枢軸国軍のトブルク包囲陣は寸断される事態となった。そこで作戦主任参謀ヴェストファール中佐は独断でドイツ第21装甲師団へ攻撃を中止、撤収し、トブルク包囲への帰還を命令した。このときに、ドイツ軍はイギリス軍の大兵站基地近くを通過したが、これに気付かなかった。もし、そこに集積されていた物資をドイツ軍が入手できたならば、イギリス軍は窮地に追い込まれることとなっていた。
ロンメルはヴェストファール中佐の命令を知り激怒したが、司令部に戻って再検討した結果、この判断は正しいと判断して攻勢中止を承認した。いったんエジプト国境に進んだドイツ軍はすべてトブルク包囲陣へ集められ、ハルファヤ峠付近の枢軸国軍部隊は孤立することとなった。クリューヴェルは11月28日にはドイツ軍の第15、第21の両装甲師団を掌握し、トブルク南東部の状況打開のため、29日にシディ・レゼグ付近のイギリス軍を攻撃することとした。
国境付近からニュージーランド第2師団は攻撃を開始し、29日にドイツ第15装甲師団にイギリス軍に対する攻撃命令を伝達に向かったドイツ第21装甲師団長フォン・ラーフェンシュタインを捕えた。しかし、175高地においてニュージーランド第2師団はアリエテ戦車師団による攻撃を受け、多数が捕虜となった。また同時に第7機甲師団はビル・エル・レゲム南方からトブルクへ向け移動を開始していた。
オーキンレックは第7機甲師団を含む新たに整備した部隊を集め、ビル・エル・グビ付近に戦力を集中し、再びトブルクを包囲している枢軸国軍に対し攻撃を開始した。

### 枢軸国軍のトブルクからの撤退
ロンメルは12月4日にトブルク東側の包囲部隊を引き上げて、第15、第21装甲師団をエル・ドゥダ、シディ・レゼグ間から西へ向かわせ、これにイタリア軍を合わせビル・エル・グビ付近のイギリス軍を攻撃することとした。けれどもイタリア青年ファシスト師団だけが合流し、5日にイギリス第7機甲師団に対し攻撃が開始された。これにより手薄になった枢軸国軍の包囲を衝く形で、トブルク守備に当たっていたイギリス第70歩兵師団が攻撃を開始し、エル・ドゥダ、ベルハメド (Belhamed) 間の要地を占領した。6日、再びドイツ第15、第21装甲師団はビル・エル・グビのイギリス軍に対して攻撃を行い、包囲寸前までいったものの要請していたイタリア軍はついに合流せず、翌7日には形勢が逆転、包囲される形勢となり、第15装甲師団長ノイマン＝ジルコウ (Walter Neumann-Silkow) も負傷した（3日後に戦死した。）。
12月10日に、オーキンレックはチャーチルに対し次のように報告している。
ロンメルは、いったんはエル・アデム (El Adem) で防御陣地を築くこととしたが、枢軸国軍の損耗が著しかったためイギリス軍の攻勢に抗しきれず、数日でここの防衛拠点から撤退せざるを得なかった。
12月15日にロンメルは国防軍総司令部に対し、ガザラ地区を12月16日まで守り、夜にメキリ(Mechili)、デルナ (Derna) 経由で撤退すると報告した。16日ローマからカヴァッレーロ元帥が来て、キレナイカ地方の放棄に対し対抗を示したが、ロンメルは「戦いつつ有利な防衛陣まで後退する」を変えなかった。
枢軸国軍がアジェダビア (Ajedabia) まで後退した12月27-29日の防衛戦では、イギリス軍戦車部隊を潰滅させるほどの損害を与えた。ロンメルは1月3日にアジェダビアの放棄を決め、エル・アゲイラ (El Agheila) まで後退しその東側に防衛線を築いた。こうして再びキレナイカ地方はイギリス軍の手に落ちた。
また兵站線の障害となっていた、エジプト国境のソルームは1月12日に、ハルファヤ峠の守備隊は1月17日にようやくイギリス軍へ投降した。

## 結果
イギリス軍は枢軸国軍に包囲されたトブルクを救出したものの、枢軸国軍を敗北させた訳ではなく、また、エジプトから枢軸国軍に対するエル・アゲイラ前面までの長距離の兵站線を維持しなければならないこととなった。この時点で前線で使える飛行場はムスス (Msus) しかなく航空輸送はその能力が限られ、ベンガジ港はシチリア島からのドイツ空軍による爆撃と機雷投下により機能を失っていた。一方、シチリア島のドイツ空軍が強化され、ドイツ空軍によるマルタ島への爆撃でイギリス海、空軍の活動が抑えられ、イタリアからの補給状況が改善した。1942年1月20日、枢軸国軍は再びエル・アゲイラからエジプトを目指して攻撃を開始し、トブルクを占領した。